# Aníbal Vela del Castillo
Aníbal Vela del Castillo (Madrid, 7 de juny de 1896 - Madrid, 7 de març de 1962) va ser un famós cantant de tessitura baix i actor de teatre i cinema espanyol del segle xx. Va cantar diverses temporades al Gran Teatre del Liceu de Barcelona. Fou germà de l'escultor Rafael Vela del Castillo.

## Teatre
Aníbal Vela va estudiar amb el professor Mariano Rodríguez de Castro i va aconseguir fer-se un nom a partir de final dels anys vint i trenta participant en nombroses companyies líriques amb les millors veus del moment. Durant un temps va compartir de gira cartell amb el tenor Miguel Fleta, al que segueix la temporada d'òpera al teatro Apol·lo de Madrid i la representació de Las golondrinas al Liceu de Barcelona. En aquest teatre va debutar en la temporada 1926-1927, el dia 18 de novembre de 1926, cantant el paper de Colline en La Bohème de Giacomo Puccini. Va continuar actuant al Liceu al llarg de les temporades 1927-1928, 1928-1929, 1929-1930, 1930-1931 i 1931-1932. Va participar també al Liceu en alguns festivals de música, el darrer el Festival Beethoven de l'Orquestra del Gran Teatre del Liceu, sota la direcció de Clemens Krauss, el dia 22 de març de 1936, en companyia de cantants d'anomenada com ara Conxita Badia, Concepció Callao i l'Orfeó Gracienc, aquest sota la direcció del seu fundador, el mestre Joan Balcells.
També va formar part de la companyia lírica del teatro Calderón de Madrid en els anys 30, la qual estava subvencionada per la República Espanyola. Va realitzat una gira americana amb la companyia del mestre Federico Moreno Torroba i va estrenar La chulapona i Azabache a Buenos Aires, Argentina.
En 1936 estrena el seu paper més famós, el de Simpson de La tabernera del puerto. Ja començada la guerra civil, en 1937 va començar a actuar en el madrileny teatre Fuencarral. En els anys quaranta participava com a baix i actor en la companyia d'Elio Guzmán. En aquesta companyia va prendre part en estrenes com La danza de las brujas (1942), El pintor gitano (1943), o Serranía (1944). En una de les seves últimes temporades va participar en 1956 en el teatre de la Zarzuela en una Doña Francisquita que va representar el debut d'un jove tenor anomenat Alfredo Kraus.
Es va casar en juliol de 1925 amb Maria Rosa Lamana Ullate, filla del diputat a Corts per Tarassona Cándido Lamana Bonel (1855-1921). Un dels fills del matrimoni va ser l'actor Aníbal Vela Lamana (?-1992), amb qui algunes fonts confonen amb el seu pare, Aníbal Vela del Castillo.

## Cinema
Comença la seva marxa al cinema després d'acabar la Guerra Civil, requerit per algunes empreses cinematogràfiques com Argos o Suevia Films, gràcies principalment a la seva veu i el seu físic ideal per als papers de persones serioses i d'autoritat.
En els anys cinquanta i seixanta es converteix en actor de caràcter en diverses pel·lícules populars del cinema espanyol, com El pequeño ruiseñor de Joselito.